# Golfo de Castellammare

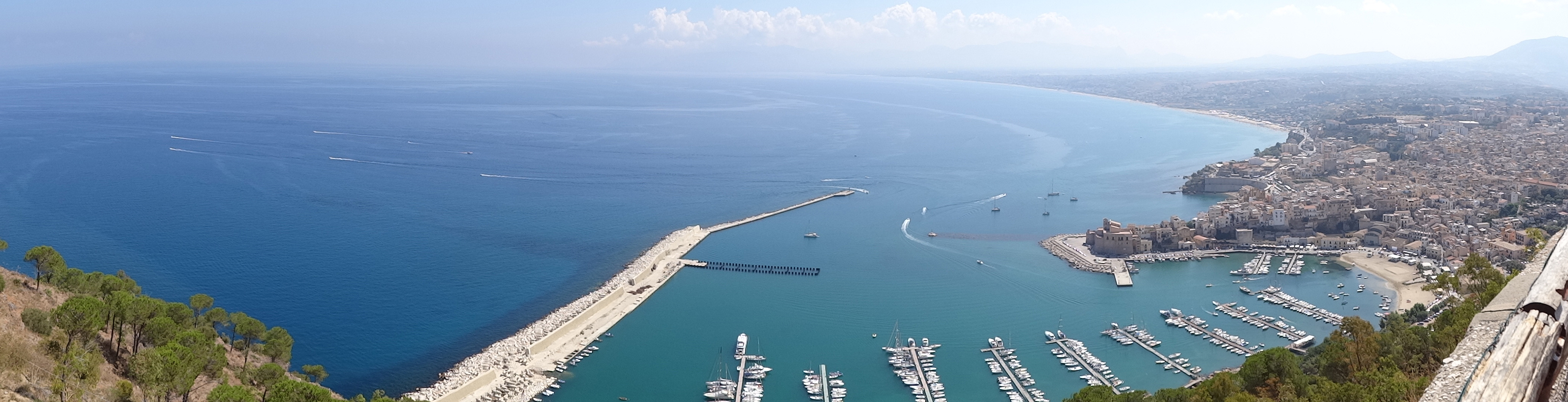
Panorama

El golfo de Castellammare  (en italiano: golfo di Castellammar, que en español significa, «castillo marino») es un golfo del mar Tirreno situado en la costa nororiental de la isla italiana de Sicilia. 

## Geografía
El golfo es una amplia y profunda ensenada natural que va desde la punta Raisi, en el este, en la provincia de Palermo y cercana a la pequeña ciudad de Cinisi (11.719 hab. en 2007), hasta el cabo San Vito, en el oeste, próximo a la localidad homónima de San Vito Lo Capo (4.180 hab. en 2207), en la provincia de Trapani. 
En la ribera oriental, en la misma la punta Raisi, se encuentra el aeropuerto de Palermo-Punta Raisi. Luego siguen  las localidades de Terrasini (11.341 hab.),  Trappeto (3.123 hab.), Balestrate (6.216 hab.) y Alcarno Marina. Justo en la mitad del golfo, donde cambia la dirección de la costa, se encuentra la ciudad de Castellammare del Golfo (14.908 hab. en 2007), que da su nombre al golfo. 
En la ribera oeste, en un tramo de costa más abrupto, se encuentra Scopello, con sus farallones y la tonnara, y luego, ya en el municipio de San Vito Lo Capo, la reserva natural orientada de los Zíngaro, creada en 1981 con 17,00 km² protegidos con muchas especies vegetales endémicas y varias especies de aves.